# Pestișu Mic
Pestișu Mic es una comuna ubicada en el distrito de Hunedoara, Rumania.

## Superficie
Cuenta con una superficie de 51,27 kilómetros cuadrados.

## Demografía
Hasta 2021 la población era de 1250 habitantes, con una densidad de población de 24,38 habitantes por kilómetro cuadrado.